# 太宰治と自殺

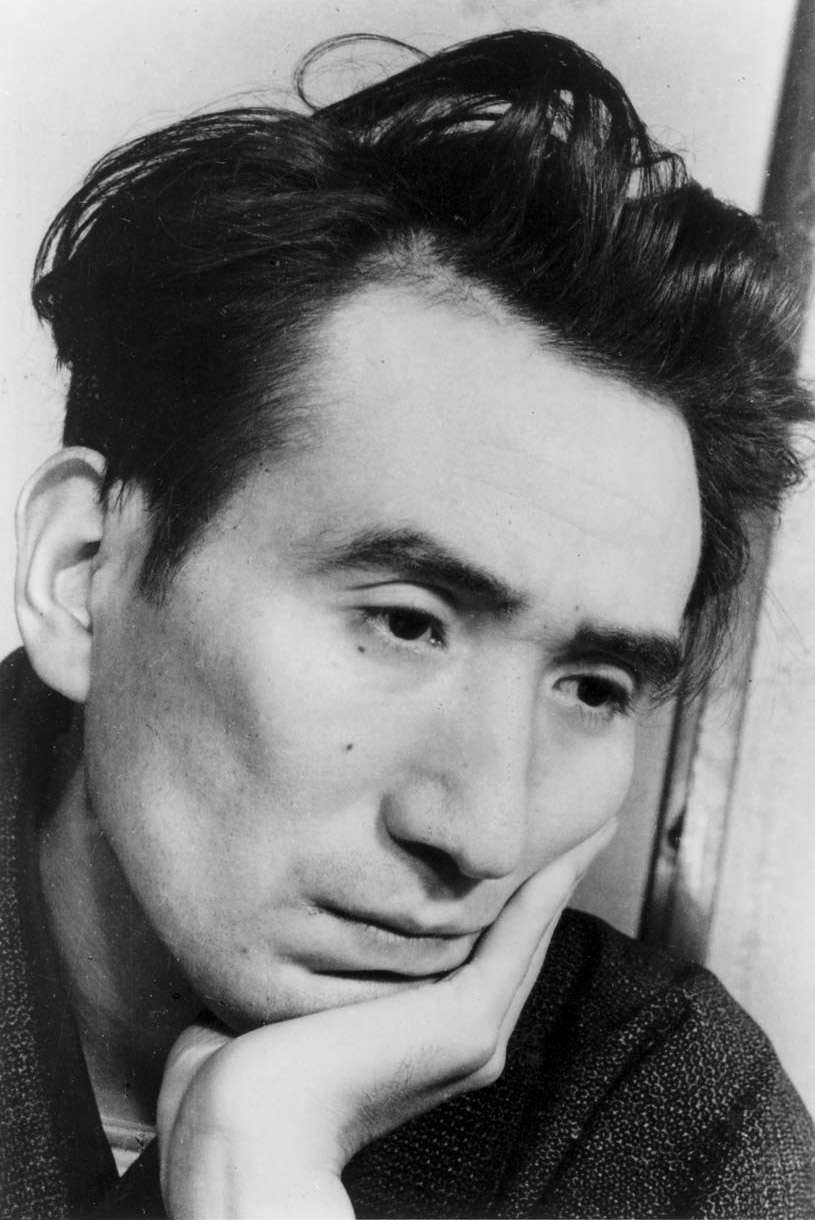
太宰治（死去4ヶ月前の1948年2月頃に撮影）

太宰治と自殺（だざいおさむとじさつ）では、作家太宰治の自殺企図歴とその関連事項について説明する。
太宰は5回以上の自殺企図を繰り返し、1948年6月13日に愛人の山崎富栄とともに玉川上水に入水し、亡くなった。近代日本の作家の自殺は他にも例が多いが、中でも太宰のケースは著名である。とりわけ自殺企図を作品の題材として多用している点や、複数回女性を巻き込んだ心中という形態をとったことなどが際立った特徴として挙げられる。

## 太宰治の自殺企図歴
太宰治は日本における文学者の自殺の中でも著名な例の一つとして挙げられている。しかし多くの文学者が初回の自殺企図で亡くなっているのに対し、太宰の場合、5回以上の自殺未遂を繰り返した後、1948年6月13日に山崎富栄とともに玉川上水に入水自殺を遂げており、いわば自殺企図の常習者といえる。そのため日本の文学者の自殺の中でも、太宰の自殺は特異な例とされている。
また太宰は自殺未遂の体験を作家としての創作活動に結び付けており、自殺が太宰自身の生、そして創作活動に組み込まれている点が極めて特徴的である。その他にも自殺企図の要因として生家との関係が絡んでいたこと、最後の入水自殺を除いて自殺企図の手段が確実に死に至るものとは言い難いこと、明確な動機がみられない点、複数回、女性を巻き込んだ心中という形を取ったことが特徴として挙げられている。
| 年代                                        | 種類               | 方法                             | 結果                     | 題材とした小説                                       | 備考                                   |
| ------------------------------------------- | ------------------ | -------------------------------- | ------------------------ | ---------------------------------------------------- | -------------------------------------- |
| 1929年11月頃（20歳）                        | 町の娘との心中？   | カルモチン大量摂取               | 未遂                     |                                                      | はっきりとせず                         |
| 1929年12月10日（20歳）                      | 単身               | カルモチン大量摂取               | 未遂                     | 学生群、苦悩の年鑑、人間失格                         | 誤飲説、偽装自殺説あり                 |
| 1930年11月28日（21歳）                      | 田部シメ子との心中 | カルモチン大量摂取の上での入水？ | 太宰治は未遂、田部は死亡 | 葉、道化の華、虚構の春、狂言の神、人間失格、東京八景 | 太宰による田部他殺説あり               |
| 1935年3月16日（25歳）                       | 単身               | 縊首                             | 未遂                     | 狂言の神、東京八景                                   | 狂言自殺説あり                         |
| 1936年10-11月、東京武蔵野病院入院中（27歳） | 単身               |                                  | 未遂                     |                                                      | 主治医の中野嘉一によれば自殺企図の恐れ |
| 1937年3月25日（27歳）                       | 小山初代との心中   | カルモチン大量摂取               | 未遂                     | 姥捨、東京八景、人間失格                             | 偽装心中説あり                         |
| 1947年12月5日頃（38歳）                     | 単身               | 薬物大量摂取                     | 未遂                     |                                                      | 自殺企図の可能性あり                   |
| 1948年6月13日（38歳）                       | 山崎富栄との心中   | 入水                             | 太宰治、山崎富栄とも死亡 | －                                                   | 山崎富栄による無理心中説あり           |

## 1929年12月10日の自殺未遂

### 芥川龍之介の自殺と太宰の自殺指向
太宰治は青森中学校在学時代から、少し困難な場面に陥ると「死にたくなった」と言うのが口癖であった。弘前高等学校進学後も友人に2回ほど自殺について語っていたという。文学に傾倒していた高等学校時代、太宰が特に大きな影響を受けたのが芥川龍之介であった。1927年5月21日、太宰は青森市公会堂で開催された「現代日本文学全集文芸講演会・映画大会」での芥川龍之介の公演を聞き、青森から弘前までの帰途の列車内、そして弘前の下宿に帰ってからも芥川の話をし続けていた。公演を聞いた約2か月後の7月24日、芥川は服毒自殺する。太宰は芥川の自殺に大きな衝撃を受けた。津軽の名家津島家の子として生まれ、将来を嘱望されていた太宰ではあったが、文学への傾倒を抑えることは難しかった。名家の子として学業に専念するか、文学の道を選ぶかの岐路に立たされていた太宰にとって、芥川の自殺は大きな転機となった。太宰の文学への傾倒は決定的なものとなり、創作活動、そして私生活でも芥川の文士気質を模倣するようになった。
またもともと死と隣り合わせの中で生きているような面があった太宰は、同じような傾向を持つ芥川の影響を強く受けて自殺指向を明確に持つようになり、死を一種の処世術とするようになって、芥川が常用し、自殺でも用いられた睡眠薬への依存傾向を強めていく。そして1929年11月頃、町の娘と郊外の原っぱでカルモチンを大量摂取して心中を図り、未遂に終わったとの記録もあるがはっきりとしない。

### 自殺未遂
太宰にとって初回の明確な自殺企図は1929年12月10日の自殺未遂である。2学期の期末試験開始を控えた晩に、太宰はカルモチンを大量摂取して昏睡状態に陥っているのを下宿の人に発見され、ただちに医者が呼ばれて医療処置がなされ、実家からの次兄の津島英治が駆けつけた。医師の処置が遅れていれば生命の危険もあったが、11日の午後4時頃になって意識が回復した。学校側には「神経衰弱による睡眠薬の飲み過ぎ」との内容の報告が挙げられており、自殺企図ではなく誤飲の可能性、また高校時代の太宰には虚言癖があったとの記録から偽装自殺説も唱えられているが、事実としてカルモチンを大量摂取したことと、生命の危険もあったことから自殺未遂であったとの見解が一般的である。
このときの自殺未遂の原因としては、作品化された「学生群」「苦悩の年鑑」の中では、プロレタリア文学やマルクス主義に傾倒しながらも、自らの出自は青森県内きっての大地主、いわゆるブルジョア階級であることの板挟みとなったためという思想的な問題であったと描かれている。しかし当時の太宰のプロレタリア文学やマルクス主義に対する態度を見る限り、思想的葛藤に陥るほど傾倒していたとは考えにくいとの説がある。
弘前高校に入学後、週末になると青森市内の花街で遊興に耽るようになり、1927年の秋頃に芸妓の紅子こと小山初代と知り合った。また小山初代との仲も深まっていた。小山にとって大地主の息子である太宰との結婚はいわば玉の輿であり、交際に積極的であった。その一方で地元の有力者である他の馴染みの客による落籍話が持ちかけられており、結婚含みで今後のことについて相談を受けていたと考えられている。実家からの期待を一身に受けていた太宰にとって、小山初代との交際、結婚問題が知られることは極めて大きなストレスであった。
ただし、以上に挙げた事情についても太宰が自殺未遂を図った決定的な理由としては薄弱であり、動機がはっきりとしないという太宰の自殺企図の特徴を示している。
なお、成績下降説については、クラス内の順位の低下を根拠としたものだが、後の調査で、選択科目の未履修があったため、選択科目履修者の下位に付けられただけであることがわかっている。そのため、成績の下降は学業不振によるものではなく、留年の危機もなかったといえる。

## 1930年11月28日の心中事件

### 実家からの義絶
1930年3月3日、太宰は弘前高校を卒業し、4月20日には東京帝国大学に入学する。東京帝国大学に入学後、太宰は左翼のシンパとなっていく。そのような中で6月21日、東京の美術学校で彫塑を学んでいた兄の津島圭治が病死する。圭治は太宰と実家の津島家を結びつけるかすがいのような役目を果たしていたので、その死は太宰にとって大きな痛手となった。また圭治の死に際して上京した長兄の津島文治は、太宰の左翼活動に関する情報を掴んだ。
一方、弘前高校時代に親密な関係となった小山初代は、太宰と連絡を取り合って所属していた置屋を脱走して太宰のもとに向かう計画を進め、ひそかに荷物を少しずつ送り始めていた。9月30日、太宰からの連絡を受けた小山初代は東京へと向かった。巧妙に脱走計画を立案したため、置屋からの追っ手は小山初代の身柄を確保できなかった。しかし経過から考えて太宰のところに身を寄せたことは明らかであったため、実家では善後策が話し合われた。
津島家の当主であった兄の文治は、太宰との談判のために11月初旬に上京した。上京前の家族会議での決定事項通り、文治はまずは小山初代と別れて学業に専念するよう話したが、太宰が首を縦に振らないため、結婚を承諾するかわりに分家除籍を提案した。表向きは芸妓を脱走させた上で同棲生活を始めた不始末がその理由であったが、内実は大地主である実家と立憲政友会の若手政治家でもあった当主文治を、予想される左翼活動家の検挙による打撃から守ることにあった。
太宰は兄文治の提案を了承した。しかし太宰としては兄からのいわば義絶の通告に大きな打撃を受けた。文治は小山初代を青森に連れ帰って、置屋からの落籍手続きを済ませた。11月24日には津島修治（太宰の本名）名で小山家に結納の品とともに、多額の金銭がもたらされた。結納の直前、太宰の手もとに11月19日付で行われた分籍手続き後の戸籍謄本が送り届けられてきた。実家から切り離されたことを実感した太宰であったが、その上、結婚相手の小山初代から手紙などの連絡はほとんど無かった。ショックと焦燥感に駆られた太宰は連日のように酒を飲み歩いた。

### 田部あつみの境遇

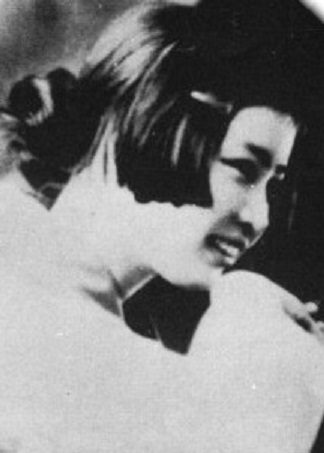
田部あつみ

1930年11月28日の心中事件で亡くなった田部あつみの本名は田部シメ子であったが、その名を嫌ったため、早くからあつみと名乗っていた。学業優秀でしかも器量良しで知られたあつみは、広島市立第一高等女学校に入学するも、厳格な校風が性に合わず退学してしまう。
女学校を退学した田部あつみは、1930年3月に広島の繁華街に新規開店した喫茶店のウエイトレスとして就職する。開店後、美貌の田部あつみ目当てに喫茶店に通う男性客が現れるようになった。田部あつみはそのような客の一人の高面順三と親しくなり、やがて同棲生活を始めた。高面順三は新劇の舞台俳優になる夢を持っており、1930年夏、二人は上京して高面順三の友人宅で生活することになった。
上京に際して高面順三は就職先のあてをつけていて、働きながら新劇俳優の道を目指す予定であった。しかし予定していた就職先に就けず、しかも演劇界は著しい不況に見舞われていた。高面順三は就職先を探すものの不況で失業者が溢れていた状況下でなかなか見つからない。そのような中で、9月頃から田部あつみは、同居していた高面の友人の妻が働いていた銀座のカフェで一緒に働くようになった。カフェの客の一人が太宰であった、太宰はカフェに通い詰めるようになり、やがて二人は仲良くなって一緒に演劇や芝居を見に行くようになった。
11月後半、高面順三は広島へ戻ろうと提案した。田部あつみは高面の提案に反対し、口論となった。11月26日、太宰は田部あつみとともに浅草で遊び、太宰の友人中村貞次郎は呼び出しを受けて田部あつみを紹介された。その晩、太宰と田部あつみは帝国ホテルに泊まった。

### 心中の企図とその後
太宰と田部あつみが帝国ホテルに泊まった11月26日、二人とも先行きが見えない状況下に置かれていた。帝国ホテル宿泊後の二人の足取りははっきりとしないが、心中を企図するまでの3、4日の間、二人はともに過ごしていたと考えられる。太宰はカルモチンを購入しており、11月28日の夜、二人はカルモチンを服用の上、鎌倉の七里ケ浜付近の海岸で心中を図った。なお服薬の上、投身を図ったかどうかについてははっきりとしない。太宰が自殺を決意した要因は実家からの義絶が大きいと考えられているものの、田部あつみとの心中に至った理由についてはわからない点が多い。また生前、女性との心中を企図した芥川龍之介の模倣を指摘する意見もある。
結果として田部あつみは亡くなり、太宰は生き残った。後に事件の真相は太宰による田部シメ子の殺人であるとの臆測も生まれたが、11月29日の午前8時頃に救出された後、七里ケ浜の恵風園に収容された太宰は、自殺ほう助罪の容疑で取り調べを受けることになった。
電話で事件の通報を受けた津島文治は、事後処理に奔走することになる。まず部下に多額の現金を持たせた上で上京させ、まず太宰宅に家宅捜査が入ることを予期して書類等の焼却を行わせた。事件の担当刑事はたまたま6月に亡くなった太宰の兄、津島圭治の小学校の同級生であった。津島家側からの「格別の取り計らい」を依頼されたこの刑事は、書類が処分された後の太宰宅の家宅捜索を型通り行ったと考えられる。また事件を取り扱った横浜地方裁判所の裁判所長も津軽の出身者であり、津島家の依頼を受けて事件処理に配慮したと考えられる。結局、太宰と田部あつみが二人ともカルモチンを服用していたことと、太宰が胸部疾患にり患していたことから、厭世感に囚われたことによる心中であるとされて起訴猶予となった。刑事と裁判官が津軽出身者であったという偶然も味方したが、事件処理は大きなトラブルなく終了した。
太宰の心中未遂を知った小山初代は激怒した。結納を済ませながら自分以外の女と心中しようとしたことが太宰に対する怒りとなったのは当然のことであり、この事件は太宰と小山初代との関係性に亀裂が入る要因となった。しかし心中後の後処理が大きな問題を起こさずに終結したのを見た津島文治は、太宰と小山初代の婚姻を急いだ。事件後身を隠すために帰郷して碇ヶ関温泉の旅館にいた太宰は、1935年末、形ばかりの結婚式を挙げた。

## 1935年3月16日の自殺未遂
1935年3月16日の自殺未遂は、太宰の自殺企図の中でも不明な点が多い。太宰は1935年3月16日の自殺未遂を題材として、「狂言の神」、「東京八景」を執筆している。この二つの小説で記述されている内容の中で事実として認められるのは、1935年3月15日に自宅を出た太宰は、まず鎌倉の深田久弥宅を訪問し、自宅を出て3日ないし4日後には帰宅したことのみである。自宅を出た後に行方が分からなくなった太宰について、家族や友人は自殺をしたのではないかと警察に捜索願を出し、心配していたところに家に戻ってきた。
自殺の方法として縊死を選んだ太宰であったが、小説の記述内容は実際に首を吊ったとは言い難いものであり、自殺企図は無かったのではないかと疑う説もある。その一方で1936年8月の太宰の兄、文治宛の書簡に自らの自殺未遂について説明しており、1936年11月に入院した東京武蔵病院のカルテにも「鎌倉にて縊死未遂」と記され、さらに当時太宰宅に同居していた飛鳥定城の「（帰宅後の太宰の）頸には赤く太いミミズ腫れがあった」との供述などから、鎌倉の山中で縊死を図り、未遂に終わったのは事実であるとの説がある。また各種情報を総合すると、未遂に終わるよう計算しながら自殺を図ったのではないかとの説もある。
自殺未遂の理由として、著書の「狂言の神」の中では新聞社の就職試験に落ちたこととなっていて、「東京八景」でも新聞社の試験に落ちたこととの関係性を示唆している。ただ、実際問題として太宰が直面していた問題としては東京帝国大学の卒業問題と実家からの仕送りの継続が大きかった。1930年4月入学の太宰は順当に行けば1934年3月に卒業であったが、大学の授業にほとんど出ていなかったため留年していた。留年となった際、実家に対して来年こそは卒業すると約束して仕送りは継続されたものの、1935年3月の卒業は絶望的で、太宰は切羽詰まった状況に追い込まれていた。
もう一つ、1934年から35年にかけて、創作上の極度のスランプに陥っていたとの説がある。太宰の初期作品はかねてからの作品を解体し、それに自らの意識を加味しながら再構成するスタイルで創作されていたものが多い。「葉」でその手法を試みた後、「道化の華」で完成形に至ったものの、それ以降は行き詰まって新たな展開を見いだせないでいた。創作上の大きな壁にぶつかってそこから脱出できずに焦燥感を深めた太宰は、死を願ったものの結局死にきれなかったと見なしている。

## 1937年3月25日の心中未遂

### 太宰の入院と妻、小山初代の不貞

#### 東京武蔵野病院への入院
1935年3月16日の自殺未遂以降、太宰は様々な災難に見舞われた。まず1935年4月には虫垂炎となり入院を余儀なくされる。入院時、虫垂炎の症状は相当進行しており、手術後、腹膜炎を起こして一時期重篤な状況になった。強い痛みを訴え続ける太宰に対し、医師は鎮痛剤のパビナールを処方する。ところがその後、太宰は大量のパビナールを服用するパビナール依存になっていく。
そのような中で太宰は新設の芥川賞候補にノミネートされた。最終候補は太宰の他、石川達三、外村繁、高見順、衣巻省三であり、いずれも高い実力を持った新進作家であった。高い実力を持つ5作家の中から受賞者を決めるのは選考者にとっても大きな悩みとなった。太宰は自らの受賞を熱望したものの、選から漏れた。太宰の失望は大きかった。薬物依存が進行しつつあった太宰にとって、芥川賞落選のショックは被害者意識を亢進させ、幻覚や妄想等の症状を悪化させることになった。
第二回芥川賞は二・二六事件の影響で審査中止となったが、1936年度上半期の選考でも再び太宰の作品が候補に上った。しかし第三回芥川賞も受賞は叶わず、太宰を巡る状況はさらに悪化した。薬物中毒が悪化する中、パビナール入手のための借金が雪だるま式に膨らんでいった。太宰の薬物中毒症状の悪化は、妻の小山初代にとって極めて大きなストレスとなっていた。初代は太宰の実家に実情を訴え、実家からの使者は太宰の後見役であった井伏鱒二の協力を依頼した。井伏も薬物依存が悪化した太宰への対応に苦慮しており、結局1936年10月13日、太宰を説得した上で井伏、小山初代らは東京武蔵野病院に同行し、入院となった。
精神病院に入院となった太宰は、当初明るい開放病棟である特別室に入院した。太宰は東京武蔵野病院入院中に自殺未遂を起こしたとの説がある。ただ主治医であった中野嘉一によれば、自殺企図の恐れがあるため開放病棟から閉鎖病棟に転棟させたとしている。当初激しい禁断症状が出て精神的にも不安定であったが、禁断症状が治まると安定し、約一カ月で退院となった。太宰は妻の初代がたくらんだ謀略に乗せられ、入院させられたと思いこむようになる。太宰と小山初代の夫婦仲は悪化しており、薬物を入手するため火の車であった太宰家の家計を嘆く初代に対して、しばしば怒りを見せていた。関係性の悪化を自覚していた太宰は、妻、初代が日ごろの鬱積した不満を晴らすために太宰を入院させたと思いこんだのである。

#### 小山初代の不貞

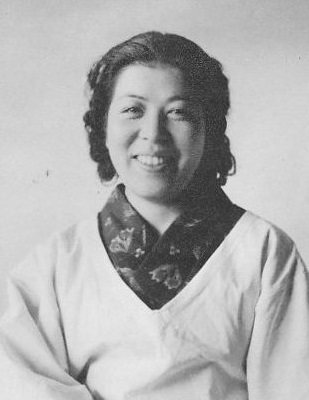
小山初代

太宰が東京武蔵野病院に入院中、太宰の義弟に当たる小舘善四郎と妻の小山初代が不貞行為を行う事件を起こしていた。小舘善四郎と小山初代は不貞行為について二人だけの秘密にする約束を交わしていた。しかし1937年3月初めに小舘は不用意にその事実を太宰に話してしまった。太宰とすれば妻と義弟という近親者の裏切りのショックは大きかった。特に妻、初代が不貞をしながら夫である自分を欺き続けたと強い怒りを覚えた。
不貞の事実が明るみになった後、小山初代は大きな精神的な打撃を受け、食欲がなくなり憔悴していく。そのような中で太宰と小山初代の心中未遂事件が起きることになる。

### 太宰と小山初代との水上行き
太宰は小山初代とともに水上近くの谷川温泉へと向かった。太宰はこの谷川温泉行きに関して、「姥捨」を書いている。「姥捨」では、不貞の責任を死んでお詫びしたいと主張する妻、かず枝（小山初代がモデル）に対し、妻を一人で死なせられないと、夫の嘉七（太宰がモデル）は心中を提案した。死に場所としてともに谷川温泉へ向かい、温泉宿で一休みした後、夜間宿を出て雪解けの斜面で二人して睡眠薬を服用し、意識を失った後に体が滑り落ちて首に巻いた帯が締まる形で心中を図った。結局心中は未遂に終わり、生き残った二人は別々に東京へ戻ったと書かれている。
「姥捨」に書かれた小山初代との心中未遂は太宰の自殺企図の一つとされている。しかしその内容には多くの疑問が出されている。まず睡眠薬常習歴のある太宰が、死ぬことを目的とした睡眠薬大量服薬の量を間違えるとは考えにくいこと。続いて睡眠薬で気を失った後に首が締まるように帯を巻いたというやり方は、本当に死ぬために首に帯を巻いたのか疑問があること。そして3月下旬の谷川温泉付近は夜間、氷点下まで気温が下がるのが常であり、睡眠薬を服薬して眠ってしまった場合、凍死すると考えられることである。その他にも谷川温泉へ向かう前に初代は身辺整理を行った形跡が全くないことも疑問点として挙げられている。
これらのことからこの水上での心中未遂はそもそもそのような事実が無かったとの説、太宰は妻、初代との離婚を企てるために偽装心中を図ったとの説、少なくともこの心中未遂事件時には太宰は死ぬつもりが全くなかったことは間違いないとの説が唱えられている。
信憑性に疑問が出されている水上での太宰の心中未遂であるが、同居後に積み重なった夫婦間の不信感の中で、小山初代と別れようと決意した太宰は、心中が失敗した以上、一緒に生活する理由も消滅したと主張するために起こした偽装心中であるとの説。心中を図ったことで世間体が立ち、死ぬ気で心中をしようと決意した以上、生き残った以上別れるしかないとの太宰なりの離婚の理由付けのためであったとの説。山奥の碇ヶ関温泉で結婚式を挙げた太宰夫婦であったが、やはり山奥の谷川温泉で別れるという儀式を行うために太宰が仕組んだことであり、太宰にとっては生まれ変わり、再生するための儀式であったとの説が唱えられている。
いずれにしてもそのような太宰の思惑は、小山初代にとって全くあずかり知らぬことであった。初代は何が何だかわからない中、谷川温泉へ向かい、やはりよくわからないうちに一人で東京へ戻り、太宰との離婚に至ったというのが実情であった。東京に戻った後、別居した太宰と小山初代であったが、離婚に関する話し合いが持たれ、1937年6月に離婚が成立して故郷の青森へと戻っていった。

## 1948年6月13日の心中

### 小山初代との離婚後の太宰

#### 石原美知子との婚姻

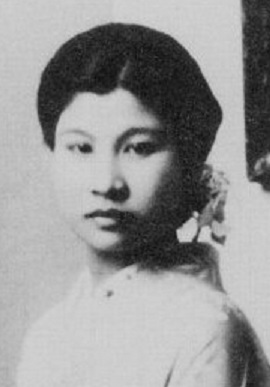
太宰の妻、美知子

小山初代との離婚後、師匠である井伏鱒二は「太宰君の生涯の中で最もデカダンスな生活」と評したように、極めて乱れた生活を送っていた。加えて実家の兄、津島文治が1937年4月に行われた第20回衆議院議員総選挙で選挙違反に問われて10年間の公民権停止となり、全ての公職の辞退と蟄居を余儀なくされる。これまで実家からの仕送りを頼りにしてきた太宰にとって、実家の危機は仕送り継続の困難に繋がった。その上、同時期に太宰の姉が病死し、甥が自殺した。加えてかつて小山初代との不貞問題を起こした義弟の小舘善四郎も自殺未遂をしており、太宰の精神的危機はより深くなった。
太宰本人も乱れ切った私生活に危機感を覚え、そこからの脱出を図ったものの、自力では抜け出せなかった。このような中、太宰と石原美知子との結婚話が持ち上がった。乱れた自らの生活に危機感を感じていた太宰は、縁談に極めて積極的であった。表向きはこれまでの不行跡を理由に結婚問題への不干渉を貫いていた実家の長兄、次兄も、太宰にわからない形で婚姻に向けての根回し、費用負担を行っていた。師匠であり後見人的立場にあった井伏鱒二も、結婚後の太宰の行く末に大きな不安を抱きながらも「ふたたび私が破婚を繰り返したときには、私を完全な狂人として捨ててください」。とまで書いた誓約書を受けて、結局、結婚の成立に力を貸すことになった。
1939年1月8日、太宰は石原美知子と婚姻する。結婚直前から直後にかけて「富嶽百景」の正編、続編を執筆しており、結婚後の太宰は安定した創作活動を行うようになった。

#### 太田静子との関係

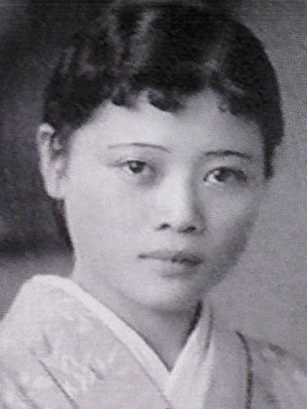
太田静子

結婚後、太宰は比較的落ち着いた生活を送るようになった。当時執筆した作品の原稿の多くは妻、美知子の口述筆記、浄書を経たものであり、また太宰は発表前の作品の感想を求めたりもしていた。太宰の創作活動に妻、美知子は大きく貢献していた。ところが太宰は1941年以降、太田静子と関係を持つようになる。太田静子との仲は徐々に深まっていき、静子は激しく太宰のことを求めるようになっていく。
終戦前後の混乱の中、太宰と太田静子との連絡は一時期途絶えていたが、1945年末に太宰の疎開先に太田静子からの手紙が届いたことにより関係が復活した。太宰は太田静子の思いの重さに辟易しながらも関係は続き、1947年1月初めには、太田静子に構想中の小説の資料として日記の拝借を依頼する。太田静子は当時住んでいた下曽我村の大雄山荘で日記を見せたいと答え、結局2月後半に太宰は下曽我に太田静子を訪ね、数日間滞在の後、日記を借り受けた。この大雄山荘の滞在時、太田静子は太宰の子を身ごもった。太田静子の日記をもとに執筆されたのが「斜陽」であり、「斜陽」執筆中、太宰は心中することになる山崎富栄と出会うことになる。

### 太宰の愛人となった山崎富栄

#### 山崎富栄の境遇

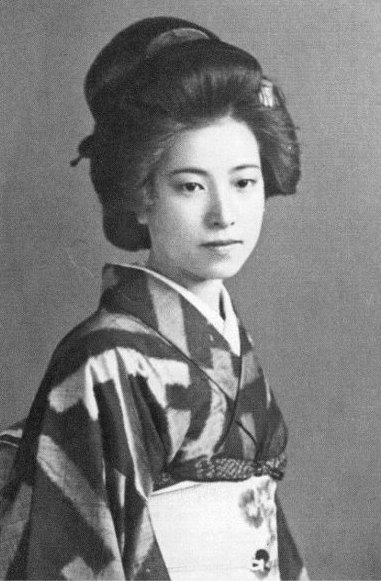
山崎富栄

太宰治と心中した山崎富栄（以下富栄）の父、山崎晴弘は日本初の美容学校である東京婦人美髪美容学校、後のお茶の水美容学校の創始者であった。富栄は次女であったが、長女が早く亡くなったことと、学業等が優秀であったため、美容学校の後継者として美容の基礎技術を教え込まれた。山崎晴弘は銀座の松屋前にオリンピア美容室を開業し、富栄はオリンピア美容室の経営に携わるようになった。
1944年11月、富栄は三井物産社員の奥名修一と結婚する。奥名は結婚後まもなくフィリピンのマニラ支店に転勤となった。夫とともにマニラへ赴任する予定であったが、飛行機の座席の都合でまずは夫のみがマニラへ向かい、富栄は後で現地に向かうことになった。しかし戦況が急激に悪化したため、奥名修一はマニラ到着直後に召集を受け、まもなく戦死する。夫との音信が不通になったためマニラ行きは中止となり、1945年3月の東京大空襲後、母親の実家である滋賀県に疎開する。
終戦後、1946年春に疎開先の滋賀県から戻った富栄は、まず義姉とともに鎌倉市の美容院で働き出した。約半年後の1946年秋、富栄はお茶の水美容学校の卒業生が経営する、三鷹駅前の美容院で働くことになった。鎌倉から三鷹へと転居する富栄は、野川アヤノ宅に借間することになった。美容師として高い技術を持っていた富栄は、三鷹では昼間は駅前の美容院、夜は進駐軍専用のキャバレーに併設された美容室で働き、多くの指名客を集めるようになって収入も増加した。富栄は相当額の貯金をしており、父の山崎晴弘とともに戦災で焼失したお茶の水美容学校の再建を念願していた。

#### 出会いと深まる関係
太宰と富栄が初めて出会ったのは1947年3月27日のことであった。両者を引き合わせたのは富栄の美容院の同僚であった。同僚は三鷹の町の屋台で飲んでいる際にたまたま太宰と知り合った。同僚から太宰の話を聞いた富栄は、年齢的に弘前高等学校の在学中に亡くなった兄と在学時期が被っている可能性に気がついて、仲の良かった兄の話を聞けるかもしれないと思い、太宰を紹介するよう頼み込んだと伝えられている。
富栄はたちまち太宰の虜になった。富栄は原稿用紙に太宰との関係を記した日記を書き残しているが、これは太田静子の日記をもとに「斜陽」を執筆したように、自分に近づいてきた富栄を題材として小説を書こうと画策し、日記を書くように勧めた可能性が指摘されている。
太宰に魅かれた富栄としても、太宰が妻帯者で子どももいることに躊躇しなかったわけではなかったが、結局太宰の愛人となる。前述のように富栄は夜、進駐軍専用のキャバレー併設の美容室で働いており、外国製のタバコや洋酒を入手しやすい立場にいた。戦後の混乱期、日本製の質の良いタバコや洋酒が無い中で、入手した酒やタバコを、酒好きかつ愛煙家でもあった太宰に提供していたため、富栄の存在はありがたかった。
やがて太宰は執筆や来客との応対等に、富栄の野川アヤノ宅借間を利用するようになった。そのような中で富栄は結核で喀血を繰り返していた太宰の看護師役を担うようになっていく。太宰自身、富栄のことを「私の看護婦」と呼んでいた。太宰の身を案じた富栄は、人気作家の太宰のもとを尋ねる編集者らを選別するようになり、太宰のことを独占していると言われるようになる。このように富栄は太宰の秘書役を務めるようにもなった。富栄は1947年秋には仕事も辞め、太宰の愛人兼看護師兼秘書役に専念することになり、献身的に太宰に尽くす姿から、母親ないし乳母の役目も果たしていたとの評もある。富栄自身、太宰の乳母であり、とみえであり、姉にもなり、サッちゃんともなると語っている。
しかも富栄は、太宰の飲食費や薬代、来客の接待費用等に手持ちの貯金を取り崩しており、1947年12月には富栄の蓄えは底を尽きつつあった。愛人兼看護師兼秘書であり金銭的な面でも恩恵を受けていた太宰にとって、富栄は手放しがたい女性であった。

### 追い詰められる太宰

#### 家族、愛人との関係
檀一雄は太宰を「彼ほど人々に絶望しながら、人々に甘え媚びた男を知らない」と評している。また河盛好蔵は太宰自身が語った「人を愛する能力においては欠けているところがある」との言葉を踏まえた上で、「人一倍愛情に飢えながら、人から与えられる愛情をすぐに重荷に感じて、よろめくところがあった」と見なしている。太宰はやがて山崎富栄（以下富栄）の献身的な愛情を重荷に感じるようになっていく。太宰の様子に不安感を覚えた富栄であったが、上京した母親の忠告にも耳を貸そうとはしないなど、よりかたくなに太宰を求めるようになり、太宰との死を夢見るようになった。
太宰の立場をより苦しくしたのが太田静子の妊娠、出産であった。太宰の友人である伊馬春部によれば、太宰の妻、美知子は、太田静子が身ごもったことを知った後、酒の飲み方がひどくなり、家を空けることが増える等、太宰の生活が目立って荒れてきたと語っていた。1947年11月、太田静子が女の子を出産したことを知った太宰は、自らの子であると認知した上、自らの名を取って治子と命名した。太宰の認知と命名を見た富栄は激怒した。太宰は「僕たちふたりはいい恋人になろうね、死ぬときは一緒、連れていくよ」と話し、富栄の気持ちを収めた。また太宰は太田静子とは直接交渉を持たず、連絡が必要な際は富栄を通すことにして、子の養育費の仕送りも富栄が行うことにすることで納得させた。
富栄との愛人関係が続く中での太田静子の出産という事態の中で、家族との関係は悪化していた。1947年末、太宰の自宅を訪ねた旧友は、家が荒れていることに気づく。もともと太宰の妻の美知子はきれい好きであったが、ふすまが煤け大きなしみがついたままであり、障子紙も破れたままに放置されていた。太宰と富栄との関係は、妻、美知子も感づいており、家に戻ることが少なく、家庭を顧みようとはしない太宰を見て、家事を行う意欲を失っていた。太宰を悩ませていたのは妻との関係もあったが、知的障害があった長男のことも心配であった。太宰は長男の行く末に悲観的であり、将来のことを気にかけていて、そのことを富栄に対しても話していた。太宰の家庭は危機的な状況にあった。
この間、太宰は友人たちに自らの苦境を訴える手紙を出している。1947年4月初めには、「つい深入りした女などが出来て、死にたいくらい」と書いたのを皮切りに、6月後半には「酒と女性と仕事でめちゃくちゃ」とこぼし、12月には「病気になった上に、女の問題がいろいろからみ合い、文字通り半死半生の現状」と書いている。1947年12月初旬には睡眠薬の飲み過ぎで死にかけるという事件を起こしていた。この1947年12月初旬の睡眠薬大量摂取を、太宰の自殺企図歴のひとつに数える見方もある。

#### 結核の病状悪化
1936年10月の東京武蔵野病院入院時の検査で左肺全般に乾湿性の音がしたため、太宰は左側肺結核にり患していると診断された。また入院中、結核性のものと考えられる37度台の微熱が継続していた。しかし精神科病院の東京武蔵野病院では、レントゲン検査や喀痰検査は実施されておらず、この時点での詳細な結核の病状ははっきりとせず、入院中に結核の治療は全く行われなかった。退院後も結核の治療を行うことはなく、そのまま放置された。
1940年1月には腰部に腫物が出来るが、それは結核性の膿瘍であった可能性が指摘されている。その頃の太宰は、少し無理をすると体調を崩す非安定な健康状態であった。1941年11月、徴兵検査を受けた際には胸部疾患の既往があるとの理由で不合格となっている。
戦後、流行作家となった太宰は相次ぐ執筆依頼、頻繁に訪れる出版関係者、また自身の飲酒などで体を休める間もない状況が続き、結核の病状は深刻化していた。富栄の日記にもしばしば太宰が喀血したり血痰を出す場面が描写されており、太宰のもとを尋ねた編集者が大量喀血の場面に出くわしたこともあった。1948年1月末、富栄は家主から事実上同居している太宰の結核が、一家に伝染するのではと恐れているので、ごみ箱に太宰の使ったちり紙を捨てないで欲しい、太宰の使った便所を消毒して欲しい等の要求を出されている。しかし太宰は通院服薬をする等の結核治療に取り組もうとはしなかった。友人には結核で病院に行ったら絶対安静を指示されるに決まっているので行かないと言い張り、大量の解熱鎮痛剤、ビタミン剤を富栄に注射してもらいながら、連日大量飲酒、そして執筆を続けていた。

#### 深刻な文壇との軋轢
戦時中の厳しい状況下においても、太宰は厳しい統制、軋轢をかわしながら優れた純文学の作品を発表し続けることが出来た数少ない作家の一人であった。戦後、多くの作家が戦時体制への協力が原因で逼塞を余儀なくされる中、戦時体制への深入りを避けつつ、優れた作品の発表を続けていた太宰のもとに出版社からの執筆依頼が殺到することになった。
一躍流行作家となった太宰であったが、その一方で世相や文壇への抜きがたい不信感を抱くようになっていく。戦時中、体制に協力的でないと見なされた人たちに非国民との罵声を浴びせかけていたのにも関わらず、戦後、手のひらを反すように民主主義的な正義を振りかざし、人々を攻撃して回る状況が許せなかった。太宰は終戦後の日本で一世を風靡した自由主義も共産主義も時勢に乗った口先だけのものであり、本質は何を変わっていないと見なしており、また自分自身も古いままの人間であることを自覚して、自らと日本の行く末に悲観的であった。安藤宏は戦後社会に対するある種の断念の後、太宰の文学に重大な変調が見られるようになり、それと連動した形で文壇関係者との間の距離が生まれてきたことを指摘している。
終戦後、太宰は坂口安吾、織田作之助らとともに無頼派と呼ばれるようになる。彼らは文学者のサロンに入ることはなく、文壇の中でいわば一匹狼を通す中で評価される作品を発表してきた作家たちであった。中でも太宰は文壇のサロン的な文化を徒党を組んだなれ合いであり、政治的な要素で結びついていると憎悪しており、その存在を否定していた。価値観や社会体制の大転換の中で混沌とする終戦後の世相の中で、無頼派の作家たちの注目度は高まっていた。世間的注目を浴びた太宰治、坂口安吾、織田作之助はマスコミからしばしば鼎談の機会が設けられるようになった。1946年11月25日、改造と文学季刊主催による二本の鼎談が行われた数日後、織田作之助は大量喀血をして入院し、1947年1月に亡くなった。織田作之助の死に際して太宰は、「織田君は死ぬ気でいたのである……死ぬ気でものを書き飛ばしている男」とした上で、織田の死に論評を加える「識者」に対し、「織田君を殺したのはお前じゃないか、彼のこの度の急逝は彼の哀しい最後の抗議の詩である」と主張した。
戦後、一躍流行作家となった太宰には、文壇からやっかみの声も挙がった。太宰が友人知人の作家たちと飲み、酔って隣部屋に横になった後、皆で太宰の悪口を言い合って「太宰はいい気になったピエロだ」などと言っていたことを聞きつけ、太宰は地獄に叩き込まれたかのような思いを抱き、それら友人知人と疎遠になっていく。

##### 志賀直哉への攻撃

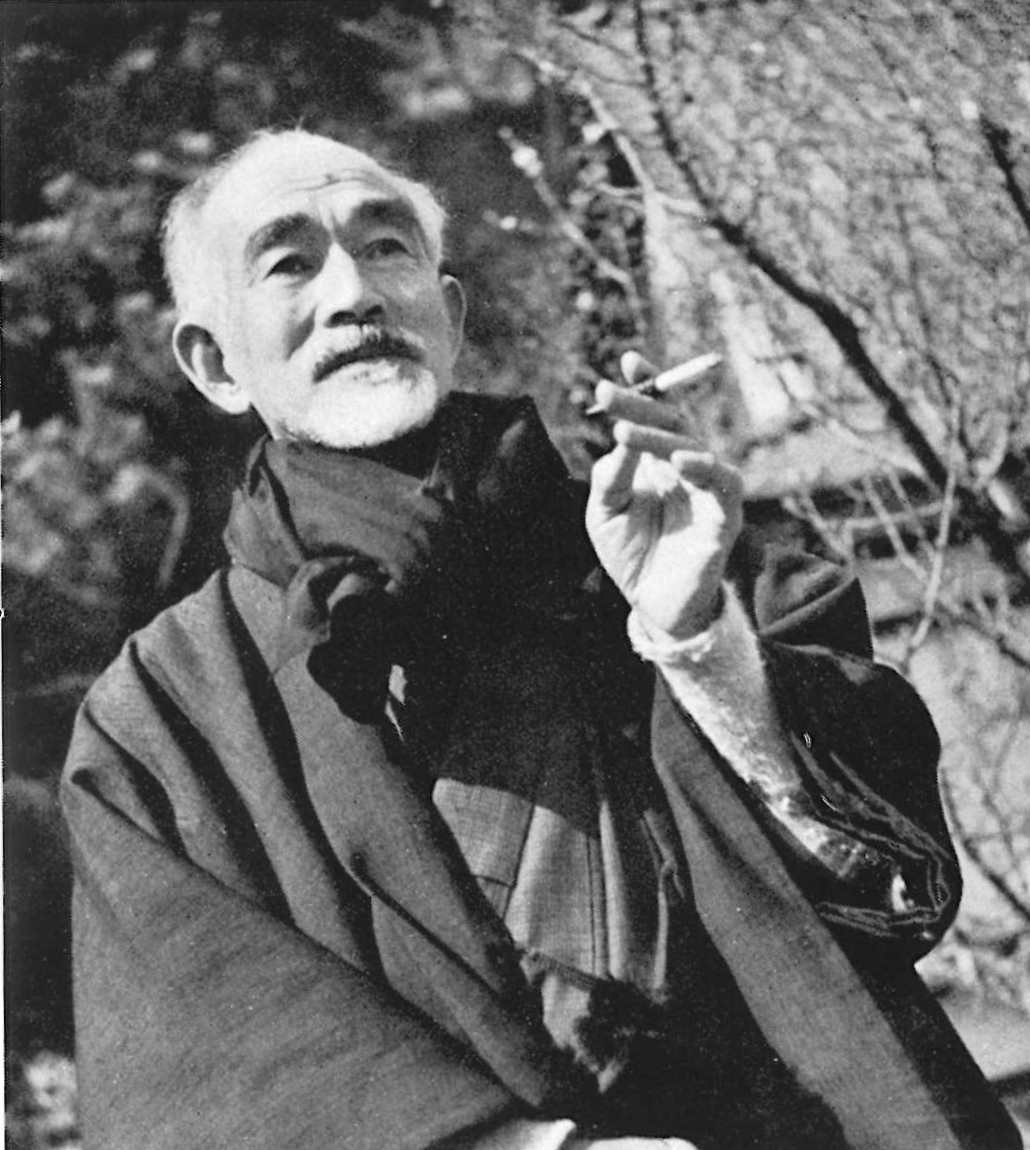
志賀直哉

1948年1月号の「文学行動」誌上で、志賀直哉は太宰治批判を行った。太宰は志賀の批判に対して「如是我聞」の第一回で名指しを避けた「老大家」という表現で志賀を批判した。志賀への批判の背景には、当時大家として崇められていた志賀を、世間は虚像を崇めていると指摘した権威に対する挑戦と、織田作之助の作品に対する志賀の批判に対して、織田が反撃を行った直後に亡くなった件に関しての敵討ちの意味があった。志賀に対しては太宰、織田と並んで無頼派の代表格とされていた坂口安吾もまた、厳しい批判を展開していた。
太宰の批判に対して志賀は、「文藝」1948年6月号で再び太宰批判を展開した。志賀の再批判に激昂した太宰は、「如是我聞」の第三回で今度は志賀を名指して批判した。「あの老人（志賀）の自己破産」、「その老人に茶坊主の如く阿諛追従して」等、太宰の志賀批判はヒステリックな域に達していた。続く第四回でも太宰は「教養は無し」、「弱いものいぢめ、エゴイスト」などと、志賀批判をエスカレートさせていた。この「如是我聞」の第四回が太宰の最期の仕事となった。
太宰としては「如是我聞」では、時期が来たので「この十年間、腹が立っても、抑えに抑えていたことを」「どんなに人からそのために不愉快がられても、書いていかねばならぬ」とした上で、「様々な縁故にもお許しを願い、あるいは義絶をも思い設け」ていると、文壇や友人知人との関係悪化を覚悟しての文壇批判であった。予想通り太宰の友人知人は、文壇の大家、志賀直哉にヒステリックな批判を繰り返す太宰に危惧し、中でも太宰の師匠であり後見人でもあった井伏鱒二は、文壇に大きな影響力を持つ志賀批判は自殺行為に見えた。井伏は「如是我聞」の中止を勧めたが聞き入れなかった。その頃、太宰と井伏との関係も悪化していたのである。

##### 井伏鱒二との関係悪化

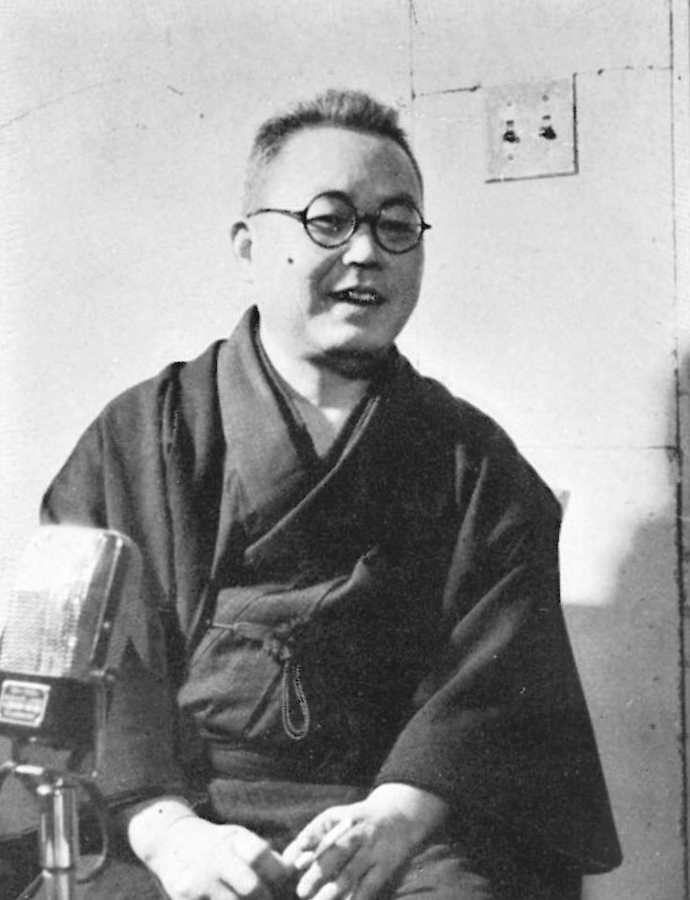
井伏鱒二

1947年9月頃から太宰と井伏との関係がぎくしゃくし始めていた。理由としては妻、美知子との婚姻をバックアップし、実家とのパイプを持ち太宰の監督者のような立場にあった井伏に対し、太田静子や山崎富栄と深い関係となって以降、「世間体を代表する」姿を見てうとましさを感じるようになったこと。また太宰が中心となって進めていた「井伏鱒二選集」の編集に際して、井伏の創作態度に疑問を持ちようになったこと、また太宰の作品に対する井伏の評価を聞いて不信感を感じた可能性が指摘されている。
太宰の妻、美知子から青森県近代文学館に寄贈された昭和23年度の太宰の手帖には「如是我聞」の下書きとして、激しい井伏批判を展開している。「井伏鱒二選集」第二巻の編集後記では「青ヶ島大概記」に関して井伏を痛烈にあてこすっている。また後述のように太宰の死後に発見された遺書の下書きには「井伏さんは悪人です」と書かれていた。
しかし「如是我聞」で井伏批判が展開されることは無かった。昭和23年度の手帖の中にはこれまでの井伏の恩義に対して感謝する書き込みもあり、太宰は井伏に対する強い不信感を感じながらも、断罪し切ることは出来なかった。結局、「如是我聞」では批判すべき世間体を代表する作家として、井伏鱒二ではなく志賀直哉が俎上に上げられることになった考えられる。

#### 税金の滞納問題
崩壊しつつあった家庭、愛人との関係、結核の病状悪化、文壇への不信と対立で追い込まれていた太宰に追い打ちをかけたのが税金問題であった。太宰は執筆で得た原稿料や印税は全て自らが握り、妻の美知子はその都度太宰に必要な費用分を請求していた。1948年2月、太宰宅に税務署から昭和22年中の収入は21万円であり、所得税11万7000円を納めるように指示された通知書が届いた。
原稿料や印税はそのほとんどが飲食費や遊興費などに消費されており、太宰の手元にはまとまった金は無かった。また太田静子と生まれたばかりの治子に、毎月1万円の仕送りをする約束となっていた。太宰は事態に狼狽するばかりで自らが税務署との交渉を行おうとはせず、妻の美知子に全て押し付けた。美知子としても実際太宰がどのくらい原稿料や印税を得て、どのように消費したのかが全くわからないため対応に苦慮することになったが、結局税金問題の対応を引き受ける羽目になった。
1948年6月2日、自宅に国税庁の係員が太宰を尋ねてきたため、美知子は太宰行きつけの店に案内した。そこで太宰と国税庁の係員との間にどのような話が交わされたのかは全くわからない。太宰はその話し合いの10日余り後の6月13日に山崎富栄とともに心中することになる。

### 不発に終わった転地療養策
追い詰められ、心身ともに疲労の極にあった太宰の身を案じた筑摩書房社長の古田晁は、太宰を御坂峠の茶店で静養させようと計画した。終戦後の物不足の時代であったため、1948年6月、古田は故郷長野県に行って太宰の山籠もり用の食糧の調達を行っていた。古田は太宰の後見人と目されていた井伏鱒二に計画を打ち明け、山籠もりの間は執筆も中断させ、自分は月に3回程度物資を持って御坂峠を尋ねることにするので、太宰が御坂峠できちんと療養を続けられるよう、最初の1カ月程度一緒に居て欲しいとの協力依頼を行っている。
1948年6月12日、太宰は大宮に古田晁を尋ねている。しかし古田は太宰の山籠もり用の物資調達のため、長野に行って不在であった。6月14日、長野から戻った古田晁は太宰が山崎富栄とともに失踪したとの情報を聞き、呆然とすることになる。

### 心中と遺体の発見
1948年6月10日、山崎富栄（以下富栄）は山崎家の菩提寺とお茶の水美容学校跡を訪ねている。13日には野川アヤノ宅に下宿している家族に、富栄は大切に使っていた来客用の小皿を手渡している。また13日には太田静子宛に太宰と心中する旨の手紙を送っている。同日午後4時頃、太宰と富栄は富栄の部屋に一緒に入った。その晩、富栄は隣の飲み屋に3回ないし4回、ウイスキーを分けてもらいに来た。深夜、太宰と富栄は近くの玉川上水に入水したと推定される。
翌日、太宰と富栄が午後になっても姿を見せないため、家主の野川アヤノが部屋を覗いてみたところ、線香の香りが立ち込めた室内はきちんと整理され、灰皿には太宰が使用した栄養剤のアンプルが山のようになっていて、前日に炊いたご飯がそのまま残されていた。
本箱代わりとしていた柳行李上には太宰と富栄の写真が並び貼り付けられた台紙が立てかけられ、小さな机上には妻美知子らに宛てた遺書、友人の伊馬春部に宛てた伊藤左千夫の短歌「池水は濁りににごり藤波の影もうつらず雨降りしきる」と書かれた色紙、そして斜陽の種本とした太田静子の日記、富栄の日記、新聞連載中のグッド・バイの校正刷りと原稿などが並べられていた。さらに部屋の中央には和服やその他の品が整理して置かれ、それぞれに返品先、形見分けとして渡す先が明記されていた。
6月14日夜、それぞれの家族により太宰と富栄の捜索願が三鷹警察署に出された。翌15日早朝、野川アヤノ宅近くの玉川上水の土手に、草がなぎ倒され何かが滑り落ちたような跡が発見され、そこにはビールの小瓶ほどのガラス瓶、青い小瓶、小さなガラス皿、はさみ、化粧袋などが置かれていた。6月16日、各新聞社は一斉に太宰が富栄と情死したのではないかとの報道を始め、芥川龍之介の自殺時以来の騒動となった。
太宰と富栄が入水した当時の玉川上水は、まだ現役であった淀橋浄水場の原水として用いられていたため現在の倍以上の水量があり、入水したら死体も上がらぬ魔の淵と呼ばれていた。また入水現場付近は上水の幅が狭くなった地点で流れが速く、さらに折からの降雨のため増水・混濁していたことから、数日を経ても二人の消息は掴めなかった。
失踪から6日たった6月19日早朝、推定入水場所から約1キロメートル下流にあたる牟礼の新橋付近で、通行人が二人の水死体を発見した。遺体は固く抱き合った状態で発見され、お互いの腰部を赤い紐で結びあっていた。推定で死亡後5日が経過しており、遺体は水にふやけ、腐敗が進み強い異臭が漂っていた。遺体を玉川上水から引き揚げた編集者のうち一人が、二人の腰部を結び付けていた紐を切った。その後両者の遺体は引き離され、太宰の遺体は出版社が用意した棺に安置された。富栄の遺体もやや遅れて棺に納められた。
太宰と富栄の遺体は友人知人の立ち合いの上で、三鷹警察署の警察医と三鷹署から検事局経由で依頼を受けて派遣された慶應義塾大学の法医学教室の医師により検視が行われた。検視の結果、毒物を服用した痕跡は認められず、殺人等の事件性も無く水死であると判断され、解剖は行われなかった。検視後、太宰の遺体は美知子の意向により自宅ではなく堀ノ内斎場に直接搬送された。太宰の友人の中から一緒の火葬場でも良いのではとの意見が出されたものの、太宰の実家である津島家の強硬な反対もあって、別々の火葬場で火葬された。
太宰の遺骨は一周忌を迎えた1949年6月、生前の希望に従って三鷹にある禅林寺の森鴎外の墓の前に葬られた。富栄は生前、太宰と比翼塚に葬られることを希望し、太宰の葬儀の葬儀委員長を務めた豊島与志雄も比翼塚案を支持したが他の賛同を得られず、何よりも津島家側の強い拒否によって、分骨はおろか遺髪や写真も太宰と共に葬ることを許されなかった。

### 山崎富栄主導説とその反論
太宰の死に山崎富栄（以下富栄）が決定的な役割を果たしたとの意見は、太宰の死後直後からくすぶっていた。太宰の死後まもなく、太宰は富栄から青酸カリを飲まされて殺されたのだとの臆測が流された。
毒殺説の次に流布されたのが、富栄による絞殺説である。絞殺説を公にしたのは井伏鱒二であった、井伏は検視担当の警視が、太宰の首に紐か縄で絞められた痕があったと語ったとの随筆を発表した。1955年には亀井勝一郎がやはり遺体の検査に当たった警視の談として、太宰の首には紐で絞められた痕が残っており、富栄が太宰の首に紐を巻き付けて玉川上水に引きずり込んだとの随筆を発表した。三枝康高もまた三鷹署の刑事が太宰の死は富栄による他殺と断定したとの著作を発表した。
この富栄による他殺説については、臆測であり思い込みであるとの厳しい批判がなされている。まず村松定孝が三鷹署の警察医として検視に立ち会った医師に直接面談の上、太宰の首に紐で絞められた痕は絶対に無かったとの証言を得て、警察が情報の出所であると主張する絞殺説を批判した。太宰治の研究家として知られる長篠康一郎も三鷹署に取材して、警察部内から他殺、薬物使用説が全く出たことが無いことを確認している。また玉川上水から太宰の遺体の収容作業を行った野原一夫は、太宰の首に絞められた痕など断じて無く、太宰他殺説を唱えた亀井氏や三枝氏は、富栄を殺人者に仕立て上げていると厳しく批判している。そして野原と共に遺体の収容作業に当たった野平健一もまた、太宰の首に紐で絞められた痕などは無く、そのようなことを公言する人物はありもしなかったことを事実のように伝えていると非難している。
太宰を直接的に手をかけたわけでは無いことは認めた上で、心中の主導権は富栄にあったのではないかとの見方もある。太宰研究家の相馬正一は新聞雑誌への連載や自らの全集出版等を手掛けていた状況下で太宰が死ぬ理由に乏しいとした上で、坂口安吾の「不良少年とキリスト」を引用しつつ、富栄の一途な恋情にほだされて死を共にすることになったと見なしている。曽根博義も太宰の文学や人生の底流に自殺と安息への願望が流れていることを認めながら、相馬の意見に強い説得力があるとしている。
その一方で富栄の主導説に否定的な意見もある。長篠康一郎は富栄は女としての愛に殉じて太宰との死を選んだとしており、渡部芳紀もまた富栄は死を決意した太宰に従ったとしている。太宰の研究家としても知られた浅田高明は、太宰と富栄との間には自然発生的な愛情があったとしており、太宰にとって死は一種の旅立ちであり、富栄はその太宰の旅立ちに付き添ったとの豊島与志雄の言葉に全面的に同意している。

## 太宰の文学と自殺企図

### 自殺企図を題材とした作品を通して
1930年11月28日の心中事件に関して、太宰は自らが生き延び、心中相手の田部あつみが亡くなったことについて、「私の生涯の黒点である」と書いている。そして1934年作の「葉」に始まり、晩年の「人間失格」に至るまで、繰り返しこの心中事件をテーマとした小説を書き続けていく。小説の内容を実際の心中事件とを安易に結びつけるのは危険であるが、自分だけが生き残ったことは太宰の心に深い傷を残し、生涯、田部あつみへに対する深い思いを持ち続け、それが贖罪の意味も込めて繰り返しこの心中事件を小説のテーマとしていくことに繋がったとの説もある。この点に関しては、後年太宰は長女に「道化の華」の主人公、園にちなんだものと考えられる園子という命名をするが、この命名には田部あつみに対する贖罪意識と再生を願う気持ちが投影されているとの見方がある。
一方、贖罪意識や田部あつみとともに自らも死を願ったことは事実であるとしても、現実問題としてこの心中を小説の題材として利用し続けたことを指摘する意見もある。また1930年11月28日の心中事件小説の内容から、それぞれの苦悩を持つ男女が、あるきっかけで一緒になって死を選んだのが心中の実情で、女性を愛したが故の心中ではなく、いわば行きずりの女性を死の踏み台としたものであり、死にたいとの思いの反面、助けられたいとの相反する願望が垣間見えるとの指摘がある。
1935年3月16日の自殺未遂に関しては、この自殺未遂を題材とした「狂言の神」は、「生きるための死」、「死のための生」といった、相反したものの混在を指摘し、1935年当時の青年期の病理を照らし出しているとの意見がある。また「狂言の神」は、1935年頃の希望を持とうにも持てない青年たちのための文学であるとともに、「私、太宰」の自殺未遂の物語でもあり、太宰の「死にたい死にたい」とは、心底に込められた「生きたい生きたい」の逆説的な表現であり、生きる希望を失った人たちが生きるために読む物語であるとの指摘もある。
1937年3月25日の心中未遂については、題材として執筆された「姥捨」から、まず実際の心中と同様に、主人公である太宰をモデルとした嘉七が離婚の口実として心中を利用しようとしていることについての後ろめたさが描かれているとの指摘がある。また「姥捨」に描かれている小山初代との心中未遂と離別を経て、太宰は行き詰まりを見せていた文芸活動、実生活をリセットして再出発を果しており、「姥捨」は戦後期に至る太宰の作品の出発点に当たるとする見方もある。
しかし「姥捨」は心中未遂と離別、そこからの再出発を描いた太宰の「死と再生」を描いた再起の物語であることを認めつつも、他者との関係性を保つことが出来ないという根源的な問題点を解決することなく行われた「再起」は、きわめて脆弱なものであったとの指摘がなされている。

### 自殺と太宰の文学
流行作家であった太宰の心中は、マスコミに大きく取り上げられた。取り上げ方も単なる作家の自殺に止まらず、自殺一般についての言及へと広がり、太宰の死をもって戦後の第一次混乱期が終焉したとの論評もなされた。また太宰の小説を枕元に置いて後追い自殺を図る若者も現れた。
禅林寺の太宰の墓前では太宰の弟子に当たる作家の田中英光が自殺しており、その他にも墓前での自殺者や自殺未遂者が出ている。水上勉は太宰の死をきっかけとしていったん文学の世界に見切りをつけ、約10年間、新聞社や行商で生活した。
太宰の死に関して文学関係者から多くの意見が発表された。太宰の死の直前、福田恆存は「道化の文学」で「太宰治とは芥川龍之介の生涯と作品系列をいわば逆に生きてきた」と定義した上で、「その日その日が晩年であるような黄昏のうちで、いくたびか自殺を図り、その都度生きよと現世に突き戻された」と見なしていた。太宰の死後発表された中では、檀一雄が太宰の死と文学とを直接的に結び付けた代表的な人物であった。壇は「文藝の完遂」において太宰の死を「疑いもなく彼の文藝の抽象的な完遂の為」であり、「文藝の壮図の成就」であるとした上で、「太宰の完遂しなければならない文藝が、太宰の身を喰った」と評価した。伊藤整や平野謙もまた太宰の死と文学とを結びつけた議論を展開した。
また後年の研究でも、安藤宏は太宰の1948年の手帳に記された「人間失格」、「如是我聞」の創作メモを分析した結果として、現実の対人関係がストレートに作品に結び付けられていて、太宰本人と作中の人物との距離感を喪失しつつあり、創作上の重大な危機に陥っており、いわば文学上の自殺行為へと進んでいたと主張している。
その一方で、坂口安吾は「不良少年とキリスト」において、太宰がめちゃくちゃに酔って、言いだして、山崎富栄がそれを決定的にしたと、いわば酔っぱらた上で出できた死の話を、富栄が決定的な役割を果たして心中に至ったとの、文学とは直接的な関係はないとする見方を示した。

#### 遺書と遺した短歌
太宰は妻、美知子宛の遺書を遺していた。また遺書の下書きも発見された。わら半紙9枚に書かれた遺書は、「津島修治 美知様 お前を誰よりも愛していました」と結ばれていた。遺書の本文、下書きはともに美知子本人に渡されたが、下書きがマスコミによって報道された。
報道された遺書の末尾は、このように結ばれていた。
この「井伏さんは悪人です」との一節は反響を呼ぶことになり、井伏本人もマスコミのインタビューに「思い当たる節は無い」と答える羽目になった。
太宰が「池水は濁りににごり藤波の影もうつらず雨降りしきる」と書いた色紙を遺された伊馬春部は、この歌が太宰の煩悶と重なり合い、生身の太宰が迫ってくるようであり、晩年、太宰の身も心も濁りににごってしまったと述べている。中井英夫は太宰が遺書として選んだこの短歌には、太宰が心から憎んだ人間の汚さ、けち臭さ、陰謀、嫉視に取り囲まれながら、いつか藤の花が高貴な光を映し出すと信じていたにも関わらず、その希望を叩きのめすかのように降りしきる雨についに耐えきれなくなった救いようもない心性、病み疲れた精神を余すところなく現わしているとした。また日置俊次は遺書と短歌の内容から、濁りににごった文壇に対する絶望が見られると解釈している。

## 精神医学的見解
精神医学関係者は自己破壊衝動が作品に投影された「滅びの文学」が多くの人々の共感を呼ぶ事実から、太宰治の精神病理そのもの、そして太宰が受け入れられる素地には重要な問題提起が孕まれていると考えた。
1936年11月の東京武蔵野病院入院時、主治医の中野嘉一は太宰に精神病質者（サイコパス）の診断を下している。中野は薬物中毒のベースには精神病質があると考えたのである。この診断を受けて精神科医の宮城音弥は、「創造性は社会性的適応性と逆相関していて、天才は社会的適応性を犠牲にして創造的活動をおこなうもの」であるとして、太宰治天才説を提唱した。
大原健士郎は、太宰の繰り返される自殺企図とその自殺企図を繰り返し小説の題材としていることを指して、「太宰は自殺体質とも呼べる精神病質者」との見解を引用した上で、太宰のように自殺をするために生きているかの印象を与える精神病質者は時に見ることが出来るとしている。その上で太宰は自己不確実性人格であり、自己不確実性のゆえに抑うつ感、無力感、依存性が高いため、薬物に依存して自殺企図を繰り返すことになったとし、自殺傾向が強い上に女性への依存傾向も高いため、自殺企図の中でも心中を複数回起こすことに繋がったと分析している。また無力感にさいなまれる自己不確実性人格でありながら、強い自己顕示欲があったため、言動や作品中に多くの虚言、矛盾が見られることになったとしている。しかしこのような太宰の特性が創造した作品内の虚構は、単に真実を叙述した文章よりもより鋭く、現代人の共感を呼ぶことになったと見なした。懸田克躬らは、太宰は自己不確実性の他、無力性、抑うつ傾向、自己顕示性傾向を併せ持った複雑な人格像があったと唱えた。
太宰の精神病質に関しては、島崎敏樹らが太宰の作品には相反する人格傾向の併存が見られ、また色彩感が乏しく、妄想や幻覚体験によるものと思われる記述も見られることから、統合失調症圏ではないかとの説を唱えている。この説では分裂した精神世界を抱えた太宰は、道化を演じつつも外界との緊張関係が解消されることはなく、薬物依存や度重なる自殺企図は現実からの逃避の表れであると見なしている。
また太宰は境界性パーソナリティ障害であるとの見解もある。福島章、町沢静夫は、自殺企図など精神障害の診断と統計マニュアルDSM-IIIの境界性パーソナリティ障害の診断基準を満たすと考えた。精神科医の米倉育男は、太宰には愛憎のアンビバレント的傾向が強いことに着目し、他者との感情的コミュニケーション不全があり、これは境界性パーソナリティ障害の特性であるとする。太宰は仮面を被り、道化を演じることで見せかけの適応を行って人間関係を糊塗し、弱い自己を防衛していたが、その結果として偽りの自己と本当の自己という相矛盾する二つの自己像を抱え込むことになったと見なしている。太宰にとって小説とは偽りの自己を表現することによって本当の自己を守る役割を果たしており、現実との葛藤の中で弱い自己の障壁が崩壊の危機に晒されると、薬物依存や度重なる自殺企図という形での行動化が起きたと分析している。
そして作品中に見られる自己の世界に他者を引きずり込もうとする傾向、強い自己愛などから、自己愛性パーソナリティ障害であるとの見解も見られる。作田明は精神障害の診断と統計マニュアルDSM-IVの自己愛性パーソナリティ障害の診断基準を満たし、境界性パーソナリティ障害よりは人格の統合状態は良かったのではと考えた。
なお、福島章は太宰が境界性パーソナリティ障害とともに、症状的には解離性障害を起こしており、一般には虚言癖と見られる言動や度重なる自殺未遂などの自己破壊的行為は解離性障害の症状であり、その要因としては幼児期の虐待があったと推測している。

### 芥川龍之介・三島由紀夫との比較
太宰がその文芸活動に大きな影響を受け、服毒自殺をした芥川龍之介と、やはり自殺した三島由紀夫との比較もなされている。米倉育夫によれば、芥川の後期作品には「他者」からの注察、監視というモチーフが顕著に見られることから、統合失調症が疑われるとしている。芥川は統合失調症の症状である妄想等の病的体験を、自らが持つ知的能力によって合理化し、自己同一性を保とうと試みたものの、結局、病的体験に圧倒されたと分析した。このような見解に立つと、芥川の「唯ぼんやりとした不安」という言葉も、精神障害の症状としての不安感であったと考えている。一方太宰の場合は、芥川と同様に他者との関係に病理を抱えていたが、芥川のように「ぼんやりとした」捉えどころの無いものとは異なり、具体的な他者一般、そして個人の集合体としての世間との間の不安や恐怖であった。他者や世間との関係性が取れなかった太宰は、道化としての見せかけの適応に頼ったものの、その適応が破綻することによって死に追いやられたと見なしている。
太宰治のことを三島由紀夫が嫌っていたのは広く知られた事実である。三島自身、「氏（太宰治）は私のもっとも隠したがっていた部分を故意に露出する型の作家であったためかもしれない」と述べており、文芸関係者からも三島の太宰嫌いは近親憎悪のようなものでなかったかとの説が出されている。米倉育夫によれば太宰と三島には自己愛者として多くの共通点がある一方、自己愛の方向性が異なるとの見方があり、太宰の場合、確かな母親的存在が無い環境下で成長したため、女性、母親的なものを求めるようになり、一方、父親との関係性が希薄であった三島は男らしさを追求する方向へと走った。しかし共に他者との関係性に病理を抱えていたため、結局、太宰は女性的なもの、母親的なものを求めながらも自らが満たされることは無く、愛人の女性とともに心中し、三島は理想の父親像を追い求めながら自決するに至ったとの分析がある。

## 太宰の死生観
太宰治の死生観としてはまず、いつでも死ねるという意識を持っていたとの指摘がある。青山光二は太宰から一緒に死なないかと誘われた経験から、いつでも死ねる人であったと評価しており、植田康夫も青山の意見に賛同している。太宰の研究家である相馬正一もまた、「死といつでも隣り合わせに生きた」と評している。
太宰の死生観には創作活動が密接に関わっているとの意見もある。谷沢永一は、太宰の死生観とは作品を構成していく中で自然と組み立てられてきたもので、人の心はかくあるべきと願う理想、自尊心であり、その理想、自尊心が傷つけられた際には自らの命を絶つことも厭うべきではないとの美意識であると見ている。
哲学者の加藤茂は、太宰の死生観の背景には、弱い自我や、生と死とは連続したものであると考える日本的な死生観が影響していると指摘しながら、作品こそ全てであり、創作活動は男子一生の業であると信じていた太宰にとって、書けなくなった時が死ぬときであったと考えている。
鳥居邦朗も、太宰は処世術的な自殺を企てる人物を主人公とする独自の文学を打ち立てることによって、死を超えるような高貴な、美しい行為を賛美する作品を描き続けたと評価している。そして現実の生死など、作品に描いた死を超えるような高貴な、美しい行為と比べればほとんど意味がないと判断していたとしている。
一方、「狂言の神」、「姥捨」の評価に現れているように、太宰の描く「死」の裏側には、生きる意志が見られるのではという説もある。長部日出雄は、太宰の描く死とは「生きたい生きたい」との逆説的かつ必死の叫びであるとしている。

## 桜桃忌
太宰の初七日の頃から、太宰の友人知人の間から年に一度、皆で集まって太宰を偲ぶ会を行おうとの声が挙がった。結局、太宰の死の翌年の1949年、太宰の遺体が発見された日であり、誕生日でもある6月19日に初の桜桃忌が開催された。名称は「メロス忌」等の案も出されたものの、太宰晩年の作品「桜桃」にちなんで今官一が提案した「桜桃忌」となった。これは桜桃が太宰の故郷、津軽を代表する果物であるとともに、鮮烈な太宰の生涯と珠玉のような短編作家というイメージに合致したからであった。
当初、桜桃忌は太宰の友人知人で行われるささやかな催しであった。太宰の友人である亀井勝一郎が取り仕切り、小山清ら太宰の弟子が事務方を担い、太宰の遺族を招き、太宰の墓所である禅林寺に集って酒を酌み交わしサクランボをつまみながら、太宰の思い出話に花を咲かせるのが常であった。1949年、50年頃は太宰の死後間もなくであったこともあってかなりの参列者があったものの、その後は約30～40名の参加者となっていた。
ところが1957年頃から太宰ファンの参加が急増する。筑摩書房から太宰治全集が刊行され、中学校の国語教科書の多くに走れメロスが採用されたことによって世間では爆発的な太宰ブームが起きていた。若者を中心とした膨れ上がる参加者に従来の事務局体制では間に合わなくなって、桜桃忌は筑摩書房が主催するようになった。
1965年以降、桜桃忌の運営は筑摩書房側の要請に伴って、太宰の弟子たちが結成した世話人会が運営するようになった。また1965年以降、桜桃忌に合わせて太宰治賞の選考結果、受賞発表、受賞者の挨拶が行われるようになった。1960年代から80年代にかけて、若者を中心とする熱心な太宰ファンにより、桜桃忌は毎年数百人の参加者を集める一大イベントとなった。1960年代後半には、季節の恒例行事のひとつとして桜桃忌が俳句の歳時記に掲載されるようになった。
太宰の弟子たちの高齢化に伴い、1992年を最後に世話人の会は解散したが、その後も6月19日には各地から太宰ファンが集まり、墓前で太宰を偲ぶ形で桜桃忌は続けられている。